# Miss Capo Verde
Miss Capo Verde (anche conosciuto come Miss Cape Verde o Miss Cabo Verde) è un concorso di bellezza femminile che si tiene annualmente a Capo Verde. La vincitrice del concorso rappresenta la propria nazione a Miss Mondo. Ad oggi, in realtà, la nazione ha preso parte al concorso soltanto in due occasioni: nel 1997 e nel 2010.

## Albo d'oro
| Anno | Vincitrice           |
| ---- | -------------------- |
| 1997 | Carmelinda Gonçalves |
| 2002 | Wilza Pina           |
| 2003 | Marisa Lima          |
| 2006 | Jocilene Afonso      |
| 2007 | Jocilene Afonso      |
| 2008 | Zanise Fonseca       |
| 2010 | Joceline Fortes      |